# Kosta Percevo, Vidin
Kosta Percevo (în bulgară Коста Перчево) este un sat în comuna Kula, regiunea Vidin,  Bulgaria. 

## Demografie
Componența etnică a satului Kosta Percevo
     Bulgari (100%)
     Nicio identificare (0%)
     Altele (0%)
La recensământul din 2011, populația satului Kosta Percevo era de 90 locuitori. Din punct de vedere etnic, toți locuitorii erau bulgari.